# ديفيد إم. بريت
ديفيد إم. بريت هو محامي وقاضي وسياسي أمريكي، ولد في 3 يناير 1917، وتوفي في 5 مايو 2009. انتخب عضو مجلس نواب كارولينا الشمالية ‏.